# 格尔尼卡大轰炸
格尔尼卡大轰炸，指西班牙内战期间，弗朗西斯科·佛朗哥国民军对西班牙巴斯克地區格尔尼卡进行的空中轰炸。在佛朗哥命令下，納粹德國空軍秃鹰军团和意大利王國空军军团于1937年4月26日对格尔尼卡进行轰炸，促成了不久后毕尔巴鄂的沦陷，以及佛朗哥在北西班牙的胜利。
巴勃羅·畢卡索受西班牙第二共和国委托，据此次事件创作出绘画《格尔尼卡》。

## 背景
格尔尼卡位于巴斯克地区比斯开省，距离毕尔巴鄂30千米。西班牙著名兵工厂阿斯特拉即位于格尔尼卡，该公司自1912年起一直为西班牙的军队和警察提供武器。1936年7月人口普查显示，格尔尼卡有5630居民。轰炸发生前，另有约2650难民进入格尔尼卡。
彼时，佛朗哥率领的国民军已攻入共和政府领土。巴斯克政府便想用自己军队保卫吉普斯夸省部分地区以及比斯开省。格尔尼卡对共和军具有重要战略意义，毕尔巴鄂是结束北西班牙战争的关键，国民军想拿下毕尔巴鄂，必先推进到格尔尼卡。格尔尼卡也是共和军从比斯开东北部撤退的必经之地。
轰炸的主要目的是破坏埃伦特里亚的道路和桥梁，以期阻止巴斯克军撤退，同时提升飞行员轰炸地面目标的能力。然而该目的并未达到，炸弹全部落到了格尔尼卡。另一目的便是营造恐慌和伤亡，以打击敌军士气，为后来的闪电战作演习。

## 轰炸
納粹德國空軍秃鹰军团的飞机由格尔尼卡以南50公里处的维多利亚基地起飞，有容克斯Ju52轰炸机、亨克尔He51战斗机、亨克尔He111轰炸机、道尼尔Do17战斗机和梅塞施密特Bf109B战斗机等。意大利王國空军军团的飞机则从格尔尼卡西南135公里处的布鲁格斯基地起飞，有萨伏亚SM79轰炸机和菲亚特CR32战斗机等。
16时30分，1架道尼尔Do17战斗机和3架萨伏亚SM79轰炸机发动轰炸。萨伏亚SM79轰炸机投弹于桥梁和火车站附近，道尼尔Do17战斗机则投弹于圣胡安教堂。随后有1架或3架亨克尔He111轰炸机参与轰炸。
18时，19架容克斯Ju52轰炸机投下炸弹和燃烧弹，造成严重破坏。
18时45分至19时， 5架菲亚特CR32战斗机和5架梅塞施密特Bf109B战斗机在格尔尼卡城内外用机枪扫射平民。
整个轰炸过程总计投下39枚250千克炸弹、260枚50千克炸弹、5472枚1千克炸弹，造成721栋建筑被毁，其中71%彻底毁坏，7%严重毁坏，22%轻微毁坏。

## 伤亡
此次轰炸造成的人员伤亡争议颇多。据巴斯克政府的官方报告，轰炸共造成1654人死亡，889人受伤，而当地历史学家则只确定了126名遇难者（后订正为153名）。英国方面称有400平民死亡。苏联方面称有800人死亡，此数字不包括后来死于医院的或尸体掩埋在废墟下的人。《泰晤士报》估计，有800至3000人丧生。英国史学家休·托马斯认为死亡人数介于100和1600之间。格尔尼卡市政建筑师兼消防局负责人卡斯特罗·乌里亚特（Castro Uriarte）认为死亡人数为250至300。史学家比森特·德尔帕拉西奥（Vicente del Palacio）和何塞·安赫尔·埃特克萨尼斯（José Ángel Etxaniz）估计人数为126。
现时学界普遍认为死亡人数介于170和300之间。 

## 后续

### 巴勃罗·毕加索
巴勃罗·毕加索受此事件启发，在他原先创作的一幅作品基础上，画出了《格尔尼卡》。西班牙第二共和国曾委托他为世界博覽會西班牙馆创作一幅作品，但直到格尔尼卡大轰炸发生，他才有了灵感。此前毕加索从不关心政治。

### 勒内·依可
轰炸发生后，法国雕塑家勒内·依可对大规模屠杀平民感到震惊，于是创作了一件雕塑。但他拒绝展示此件作品。勒内·依可去世后，为了纪念他，人们举办了一个展览会。这件雕塑在会上展出，然后便归还给其家人。